# Притча про десять дів

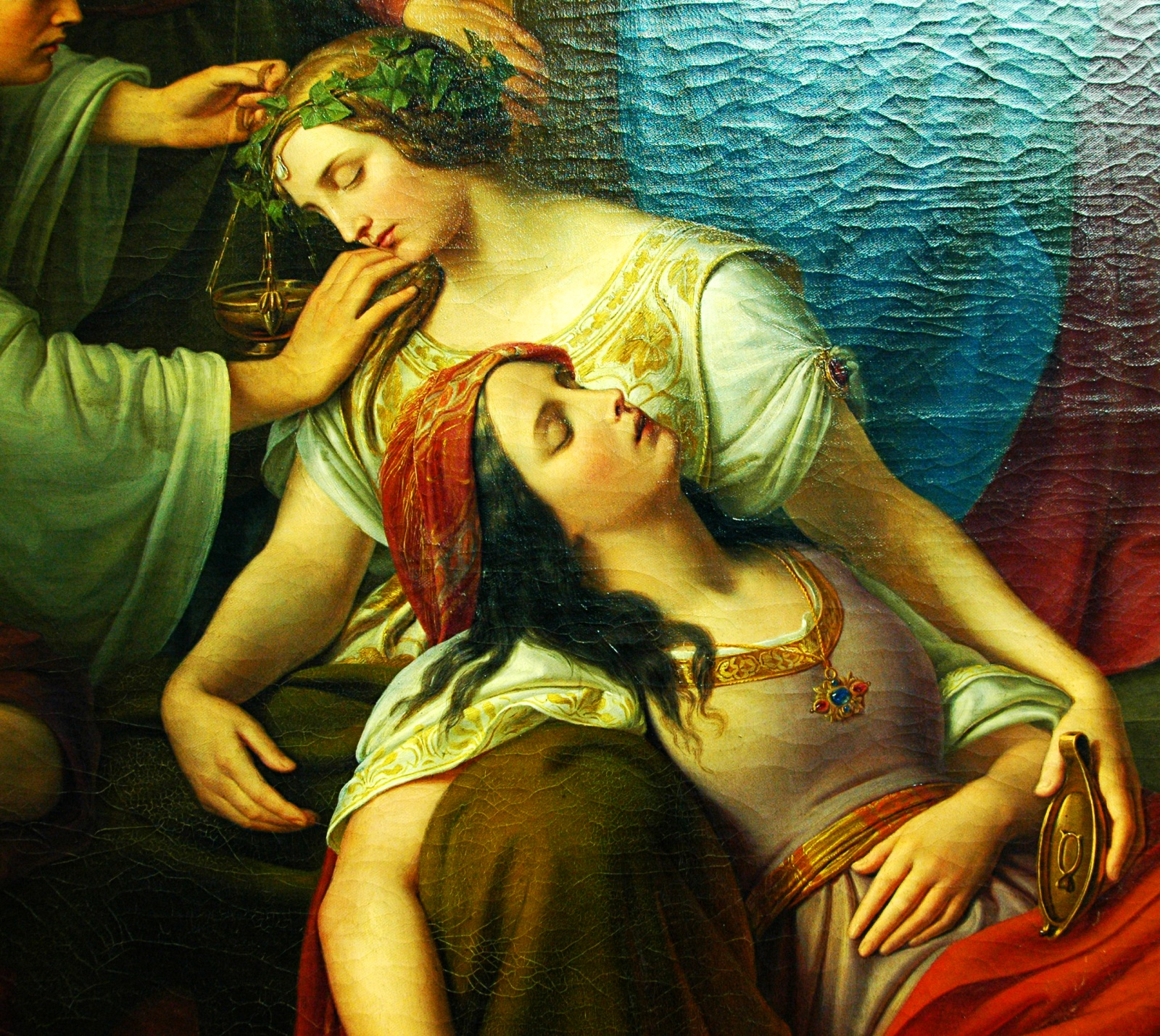
Притча про есять дів (деталь), 1838 Ф.В. Шадоу

Притча про десять дів — притча Ісуса про  пять розумних та пять нерозумних дів, що не підготувались до весілля. Притча описана у Євангелії від Матвія 25:1-13.
Прообразом весільного бенкету у Євангеліях виступає Царство Господнє, яке ще настане на нашій землі тоді, коли люди виправляться, так пророк Ісая писав: «І вчинить Господь Саваот на горі цій гостину з вин молодих, зі шпигового товщу, з очищених вин молодих. І Він на горі цій понищить заслону, заслону над усіма народами та покриття над усім людом. Смерть знищена буде назавжди, і витре сльозу Господь Бог з обличчя усякого і ганьбу народу свого Він усуне з усієї землі, бо Господь це сказав» (Іс. 25:6-8).
Висновок притчі співзвучний із Притчею про тісні ворота: «Як устане Господар та двері замкне, ви зачнете вистоювати ізнадвору, та стукати в двері й казати: Господи, відчини нам! А Він вам у відповідь скаже: Не знаю Я вас, звідки ви!» (Лк. 13:25) та «А Він вам відкаже: Говорю вам, не знаю Я, звідки ви. Відійдіть від Мене всі, хто чинить неправду!» (Лк 13:27).
Можлива відсилка до десяти наложниць царя Давида, до яких увійшов був бунтівник Авесалом: «І прийшов Давид до свого дому в Єрусалим. І взяв цар десять жінок наложниць, яких настановив був пильнувати дім, та й віддав їх до дому сторожі; і він їх годував, але до них не приходив. І були вони ув'язнені аж до дня своєї смерти, удівство за життя чоловіка.» (2 Цар 20:3).

## Оригінальний текст
| Євангеліє                | Цитата |
| ------------------------ | --- |
| Від Матвія (Мт. 25:1-13) | \| \| Тоді Царство Небесне буде подібне до десяти дів, що побрали каганці свої, та й пішли зустрічати молодого. П'ять же з них нерозумні були, а п'ять мудрі. Нерозумні ж, узявши каганці, не взяли із собою оливи. А мудрі набрали оливи в посудинки разом із своїми каганцями. А коли забаривсь молодий, то всі задрімали й поснули. А опівночі крик залунав: Ось молодий, виходьте назустріч! Схопились тоді всі ті діви, і каганці свої наготували. Нерозумні ж сказали до мудрих: Дайте нам із своєї оливи, бо наші каганці ось гаснуть. Мудрі ж відповіли та сказали: Щоб, бува, нам і вам не забракло, краще вдайтеся до продавців, і купіть собі. І як вони купувати пішли, то прибув молодий; і готові ввійшли на весілля з ним, і замкнені двері були. А потім прийшла й решта дів і казала: Пане, пане, відчини нам! Він же в відповідь їм проказав: Поправді кажу вам, не знаю я вас! Тож пильнуйте, бо не знаєте ні дня, ні години, коли прийде Син Людський! \| |
|                          | Тоді Царство Небесне буде подібне до десяти дів, що побрали каганці свої, та й пішли зустрічати молодого. П'ять же з них нерозумні були, а п'ять мудрі. Нерозумні ж, узявши каганці, не взяли із собою оливи. А мудрі набрали оливи в посудинки разом із своїми каганцями. А коли забаривсь молодий, то всі задрімали й поснули. А опівночі крик залунав: Ось молодий, виходьте назустріч! Схопились тоді всі ті діви, і каганці свої наготували. Нерозумні ж сказали до мудрих: Дайте нам із своєї оливи, бо наші каганці ось гаснуть. Мудрі ж відповіли та сказали: Щоб, бува, нам і вам не забракло, краще вдайтеся до продавців, і купіть собі. І як вони купувати пішли, то прибув молодий; і готові ввійшли на весілля з ним, і замкнені двері були. А потім прийшла й решта дів і казала: Пане, пане, відчини нам! Він же в відповідь їм проказав: Поправді кажу вам, не знаю я вас! Тож пильнуйте, бо не знаєте ні дня, ні години, коли прийде Син Людський!          |

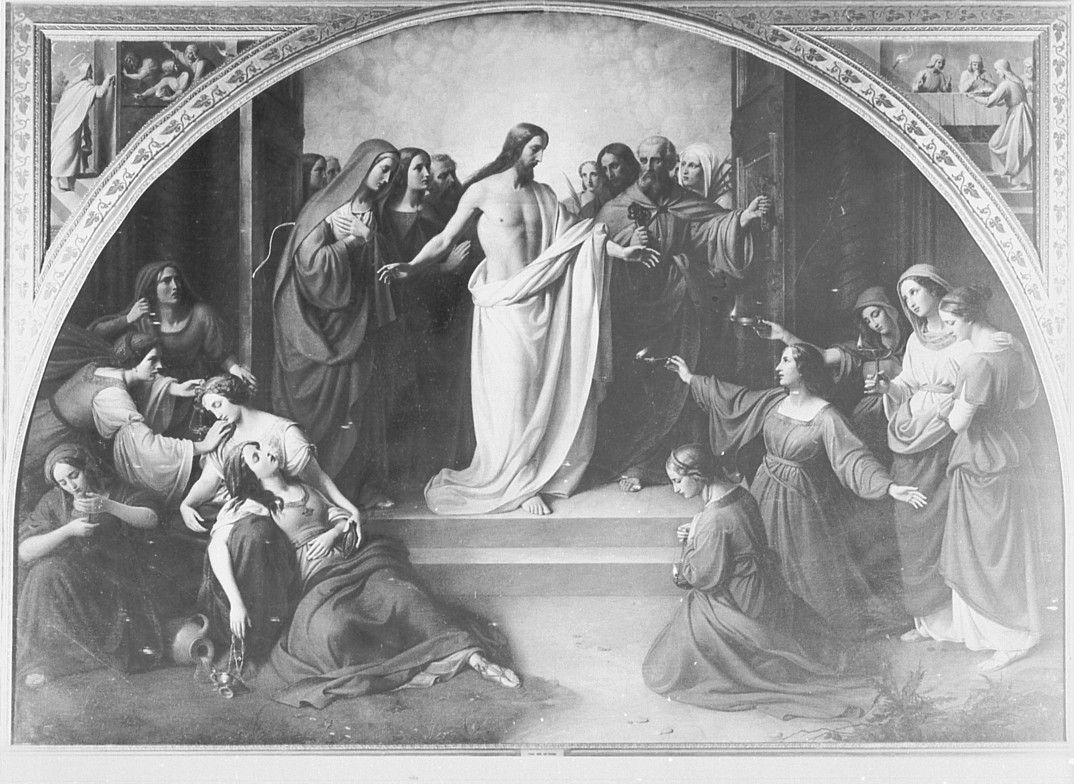
1838 Ф.В. Шадоу

Інші притчі в цій послідовності включають Притчу про смоковницю, що проростає (Мт 24:32-35) і Притчу про вірного слугу (Мт 24:42-51). Притча про десять дів підсилює заклик до готовності перед лицем невизначеного часу Другого пришестя. Це було описано як "притча для спостереження".  Подібно до Притчі про загублену монету, це притча про жінок, яка слідує безпосередньо за попередньою притчею про чоловіків і містить ту саму думку.
Разом з більшістю ранніх християнських тлумачів цієї притчі деякі сьогодні продовжують розуміти її як алегорію, згідно з якою Ісус Христос є нареченим,  повторюючи старозавітний образ Бога як нареченого в Єремії 2:2 і подібні уривки, а діви — це християни. Очікувана подія – Друге пришестя Христа. Інші елементи історії, наприклад, лампи, олія, затримка нареченого та виключення нерозумних дів із святкування, також часто набувають різних значень. R.T. France пише, що ця притча є «застереженням, адресованим конкретно тим, хто входить до церкви, яка сповідує свою думку, і хто не повинен вважати, що їхнє майбутнє беззастережно забезпечене». 
Ця історія в її теперішній формі в Євангелії від Матвія здається алегорією, принаймні в неявній ідентифікації нареченого як Сина Людського (пор. 24:44) і відображення церковного досвіду затримки його Парусії  – хоча й не повномасштабна алегорія, як «Притча про сіяча», де майже кожна деталь історії має прихований сенс.  Було стверджено, що його початкова форма, можливо, з вуст самого Ісуса, була, ймовірно, оповідною притчею, яка просто ілюструвала контрастні результати груп, які готувалися до невизначених обставин, і тих, хто цього не робив.

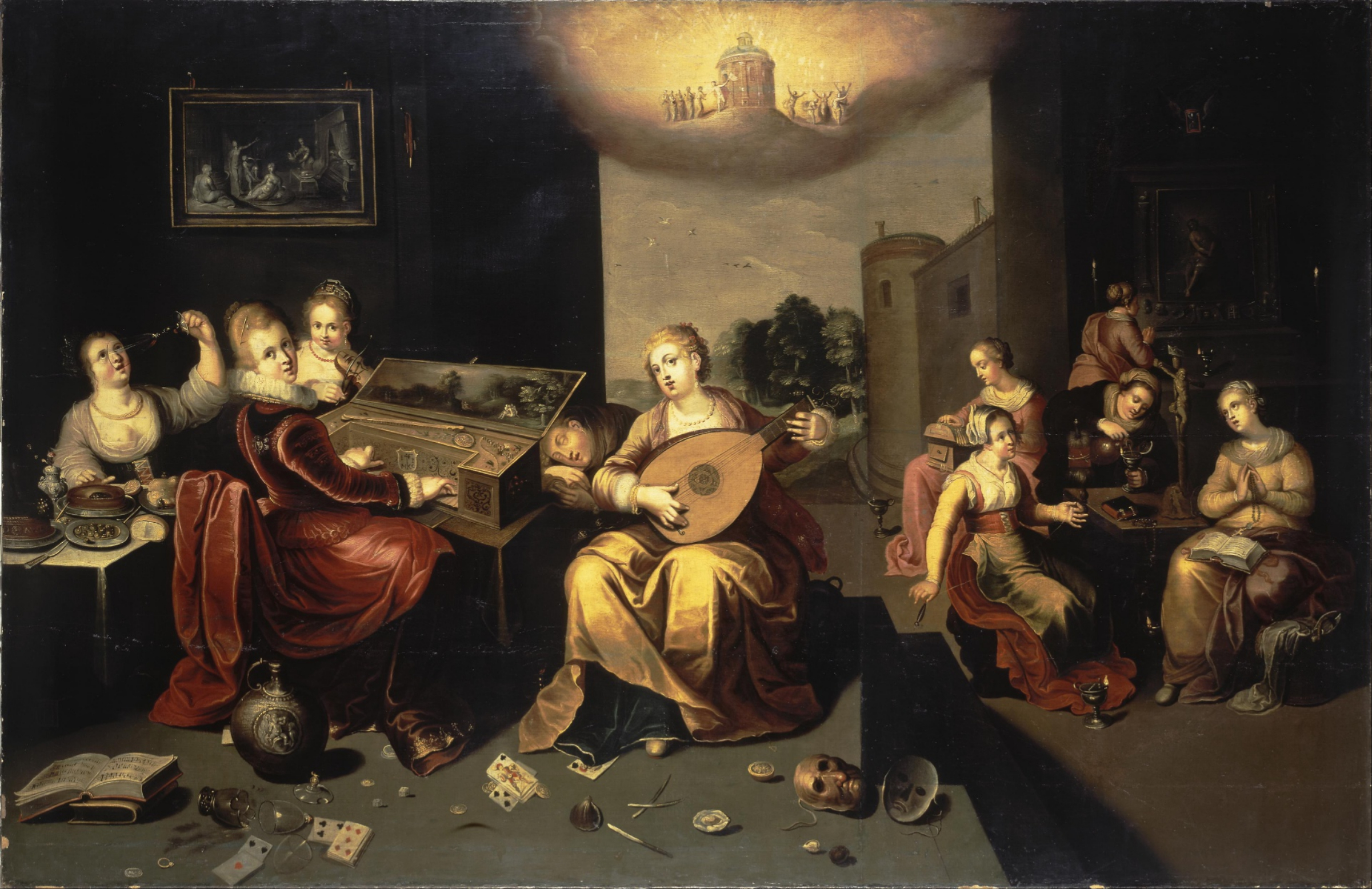
Ця картина Ієроніма Франкена мол. (бл. 1616) дає моралізаторську інтерпретацію притчі

Притча не критикує дів за сон, оскільки це роблять обидві групи, а за те, що вони були непідготовлені, оскільки вони не принесли додаткової олії. Незрозуміло, чи вдасться нерозумним дівам купити олії тієї ночі: більшість торговців не працювали б.  Дослідник Нового Заповіту Ден О. Віа розглядає історію про подружок нареченої як приклад трагічної притчі з перевернутим U-подібним сюжетом (див. Драматична структура).  Початковою дією притчі є підготовка до приходу нареченого, але криза виникає, коли наречений затримується. Це поворотний момент (розворот або перипетія), який веде до катастрофи.
Ця притча, вірогідно, написана не для вихваляння невинності, наприклад Луїс де Гранада у «Посібнику грішника» (Guía de Pecadores, 1556) зазначав «Ніхто не заступається перед Нареченим за п’ятьох нерозумних дів, які, знехтувавши насолоди плоті та придушуючи в їхніх серцях вогонь пожадливості, ні, після того, як дотримувалися великої поради невинності, знехтували заповіддю смирення і роздулися гордістю через свою незайманість».

## Тлумачення[2]

### Католицьке

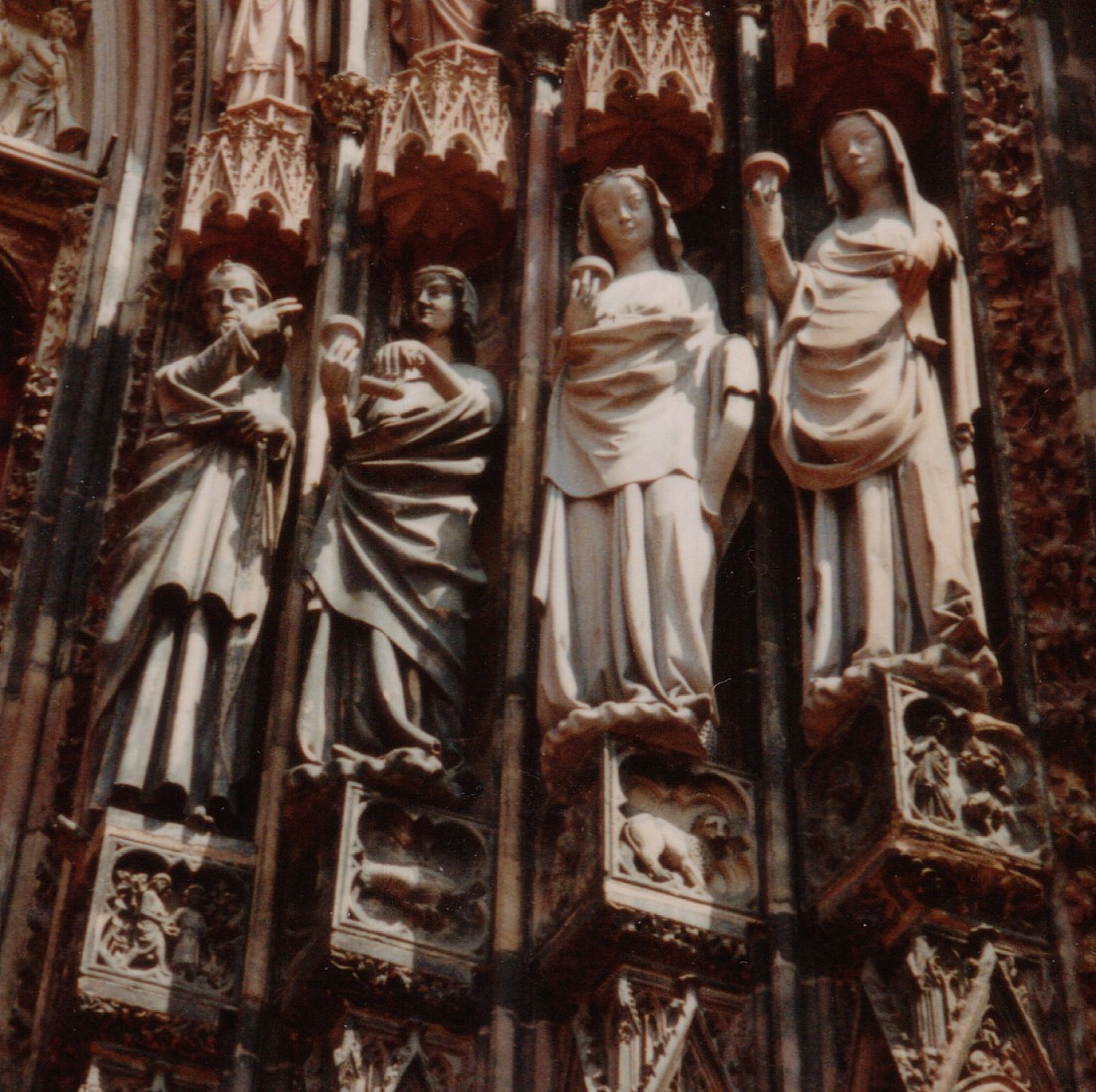
Мудрі діви, Страсбурзький собор (Франція)

Фрідріх Юст Кнехт писав, що ця притча показує «необхідність добрих справ», причому запасна олія символізує добрі справи, накопичені вірними християнами, а розслаблені християни — це ті, чия віра не спонукала їх до активної любові чи добрих справ. 
Єзуїт Роджер Бакстер пише у своїх Роздумах на кожен день у році :
У войовничій Церкві є і добрі, і злі, і мудрі, і нерозумні, всі очікують приходу Христа, Обручника Церкви, щоб святкувати Його весілля на небі. Ті, хто зберігає свою віру без милосердя, яке є життям віри, подібні до нерозумних дів, які не мали олії в своїх світильниках. Що може бути більш нерозумним, ніж очікувати приходу Судді, який бачить усе, і не підготуватися проти Його приходу?" 

### Східно-православне

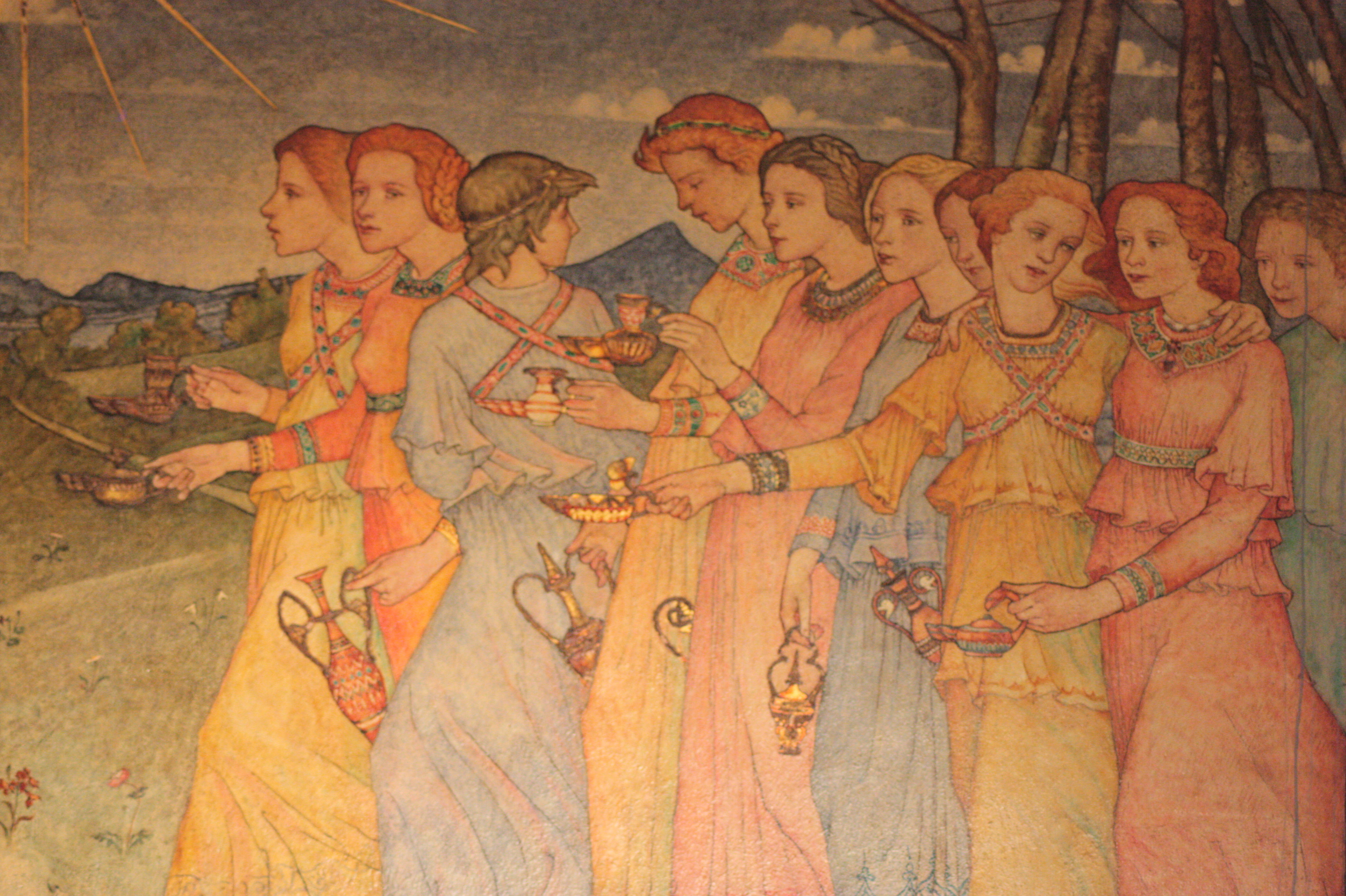
Phoebe_Anna_Traquair (1852–1936)

Тлумачення цієї притчі преподобним Серафимом Саровським зустрічається в його відомій бесіді під назвою «Набуття Святого Духа», в якій він сказав: «Деякі кажуть, що відсутність олії в світильниках нерозумних дів означає відсутність добрих справ. Таке тлумачення не зовсім вірне, якщо їх називають дівами, хоч і дурними Це найвища чеснота, ангельський стан, і я думаю, що їм не вистачало благодаті Всесвятого Духа Божого. Ці діви практикували чесноти Через невігластво вони вважали, що християнське життя полягає лише у виконанні добрих справ, вони вважали, що виконують роботу Божу, але їх мало хвилювало, чи вони це здобули Благодать Божого Духа. Ці способи життя, засновані лише на доброчинності, без ретельної перевірки, чи приносять вони благодать Божого Духа, згадуються в святоотецьких книгах: «Є інший шлях, який спочатку вважається добрим. але закінчується на дні пекла».

### Святі останніх днів
Спенсер В. Кімбол висловив погляд LDS на різницю між мудрими та нерозумними дівами, а також на те, чому вони не можуть поділитися олією: «Це не було егоїзмом чи недоброзичливістю. Тип олії, який потрібен, щоб освітлювати шлях і освітлювати темрява не можна поділитися свідчення? Як можна ділитися поглядами чи цнотливістю... Кожен повинен отримати таку олію для себе». 

## Дивись також
Про вірного слугу (Мф. 24:42-51), (Мк. 13:33-37) (Лк. 12:35-48) передує Притчі про десять дів, має схожу есхатологічну тему підготовки до Дня розплати.
Притча про весільний бенкет (Мт. 22:2-14) — схожа за сюжетом притча про гостей, що не гідно підготувались до царського бенкету та були вкинуті Володарем до «темноти, де тільки ридання і скрегіт зубів. Бо багато покликаних, але мало вибраних».